# Liste ungarischer Metalbands
Die Liste ungarischer Metalbands zählt namhafte ungarische Musikgruppen aus dem Genre Metal auf. Hard-Rock-Bands werden nur in die Liste aufgenommen, insofern sie auch Metal spielen. Zur Aufnahme in die Liste muss Wikipediarelevanz vorhanden sein.

## Liste
| Name                              | Gründung   | Auflösung | Herkunft          | Genre(s)                                                       | Anmerkungen                           |
| --------------------------------- | ---------- | --------- | ----------------- | -------------------------------------------------------------- | ------------------------------------- |
| Age of Nemesis                    | 1997       |           | Vác               | Progressive Metal                                              |                                       |
| The Answer Lies in the Black Void | 2021       |           |                   | Atmospheric Doom                                               | ungarisch-niederländische Kooperation |
| AWS                               | 2006       |           | Budakeszi         | Metalcore, Post-Hardcore                                       |                                       |
| Blind Myself                      | 1995       |           |                   | Metalcore, Alternative Metal                                   |                                       |
| Bornholm                          | 2000       |           | Budapest          | Pagan Metal, Melodic Black Metal                               |                                       |
| Dalriada                          | 1998       |           | Ödenburg          | Folk Metal                                                     |                                       |
| Depresszió                        | 2000       |           | Budapest          | Heavy Metal                                                    |                                       |
| Dreams After Death                | 2010       |           | Budapest          | Gothic Metal, Funeral Doom                                     |                                       |
| Ektomorf                          | 1994       |           | Mezőkovácsháza    | Groove Metal                                                   |                                       |
| Gyötrelem                         | 2008       |           |                   | Black Metal                                                    |                                       |
| Leander Kills                     | 2015       |           |                   | Metal                                                          |                                       |
| Mörbid Carnage                    | 2007       |           | Szeged / Budapest | Thrash Metal                                                   |                                       |
| Nagaarum                          | 2011       |           | Veszprém          | Dark Ambient, Funeral Doom, Post-Black-Metal, Psychedelic Rock |                                       |
| Omega Diatribe                    | 2008       |           | Budapest          | Groove Metal, Extreme Metal                                    |                                       |
| Sear Bliss                        | 1993       |           | Szombathely       | Extreme Metal                                                  |                                       |
| The Southern Oracle               | 2009       |           | Szeged            | Deathcore                                                      |                                       |
| Stonehenge                        | 1992       | 2008      | Veszprém          | Progressive Metal                                              |                                       |
| Superbutt                         | 2000       |           | Budapest          | Rock, Heavy Metal                                              |                                       |
| Tankcsapda                        | 1989       |           | Debrezin          | Hard Rock, Punkrock, Metal                                     |                                       |
| Till We Drop                      | 2009       | 2014      | Budapest          | Pop-Punk, Metalcore                                            |                                       |
| Tormentor                         | 1986, 1999 | 1991      | Budapest          | Black Metal                                                    |                                       |
| Wisdom                            | 2001       | 2018      | Budapest          | Power Metal                                                    |                                       |
| Without Face                      | 1997       |           | Veszprém          | Progressive Metal                                              |                                       |